# Nyelvművelő kéziszótár
A Nyelvművelő kéziszótár A magyar nyelv kézikönyvei című sorozat IX. kötete, amelyet Grétsy László és Kemény Gábor szerkesztett. A szótár sajtóbemutatója 2005. június 21-én az MTA Nyelvtudományi Intézetében volt. Kiss Gábor, a Tinta Könyvkiadó igazgatója ismertette meg a közönséggel.
A szótár 5000 szócikke népszerűen közli azokat a nyelvhelyességi, helyesírási, nyelvtani, stilisztikai stb. tudnivalókat, amelyekre a művelt embernek önmaga szó- és írásbeli kifejezéséhez szüksége lehet.
A kéziszótár a mai nyelvhasználati szokásokat, a legújabb nyelvi jelenségeket is feltérképező munka, amely betűrendben tárgyalja a leggyakrabban felvetődő kérdéseket a következő tárgykörökben: 
- új szavak és szójelentések (magyarok és idegenek);
- idegen elemek befogadása, a szómagyarítás lehetőségei;
- nyelvtani kifejezőeszközök, szövegalkotási technikák;
- nyelvi illemtan (köszönés, megszólítás, tegezés-magázás stb.).

A szótár újdonságának számít, hogy tükrözi az aktuális gazdasági, politikai, életmódbeli stb. változások hatását a nyelvhasználatban. Pl. új szavak esetében hallássérült, környezetbarát; új szójelentések tekintetében kaszál, jogosítvány; idegen elemek befogadása és a szómagyarítás korlátainak szintjén humánpolitika, CD (cédé), masszőr, tréner ill. nyelvi illemtan kérdésében pedig heló, hölgy használata. E mellett az -s melléknévképző használatát és zenei együttesek nevének írását (amiről máshol még nem találhat felvilágosítást az érdeklődő) is tárgyalja.

## A szótár szócikkeinek a szerkezete (Részlet az Előszóból)
A szótár – a Nyelvművelő kézikönyvhöz hasonlóan – kétféle szócikket tartalmaz: önálló és utaló szócikket (röviden: utalót). Az utóbbi típus, mint neve is mutatja, nem fejti ki a címszóban jelzett témát, szót vagy kifejezést, csupán utal a könyvnek egy másik helyére, ahol arról valamely más szócikkben, tájékoztatást kaphat az olvasó (pl. bolondot csinál vkiből L. csinál). Az ún. szétutalók arra hívják fel a figyelmet, hogy az adott jelenségről – rendszerint nyelvtani vagy stilisztikai fogalomról – önálló szócikk nem készült ugyan, de annak bizonyos vonatkozásairól, részleteiről több helyütt is szó esik (pl.  mutató  névmás L. annak, ennek birtokos jelző | az, ez – ő | azzal – avval | ezzel – evvel | őket – azokat;   stílusrétegek L. argó | bizalmas stílus | hivatali nyelv, valamint további tizenegy szócikkre való utalás). Olykor az önálló szócikkek végén (ritkábban: belsejében) is adnak utalót, Vö. (= vesd össze!) vagy L. (= lásd még) megjelöléssel. Az utalásokban feltüntetett címszók közé függőleges vonalkát, idegen nevén virgulát (|) tesznek.
Az önálló szócikkek vagy tárgyi címszót (pl.  beszédhangok kapcsolódása) vagy nyelvi adatot (szót vagy kifejezést) (pl. bessz) tárgyalnak. Az utóbbiak sorában elég gyakoriak a gondolatjellel tagolt kettős címszók (pl. beszüntet – megszüntet | betanít – megtanít). Ezek a szócikkek a címül írt szavak viszonyát, használati szabályait, helyes vagy helytelen voltát taglalják.
A tárgyi címszó  ritkított, a nyelvi címszó félkövér (idegen szóval: fett vagy bold) betűkkel van írva. Az utalókban (helymegtakarítás végett) az L. után a tárgyi címszók nincsenek ritkítva, s a nyelvi címszók kurzív szedésűek.
A címszót (akár egy, akár több szóból áll) a szócikk szövegében tilde (~) helyettesíti. Ha a címszó végén levő magánhangzó valamely toldalék előtt megnyúlik, az értelmező szótárainkból ismerős ékezetes tilde (~́) jellel élnek (pl. a média szócikkben: a ~́k). Nem használnak viszont tildét a többszörös (pl. restell – röstell; részvevő – résztvevő – részt vevő) és az összetett (pl. bízik határozója) címszavú cikkekben, továbbá a szépirodalmi idézetekben.
A szócikkek szövegében a nyelvi adatot – legyen az szó, kifejezés vagy akár egész mondat – a könnyebb áttekinthetőség kedvéért egységesen dőlt betűs (kurzív) szedéssel közölték. A szépirodalmi idézeteket (de csak ezeket!) idézőjelbe tették, s utánuk megadták a szerző nevét, rendszerint a mű címét is. A köznyelvi mondatpéldákat, a Nyelvművelő kézikönyv gyakorlatát követve, általában kis kezdőbetűvel írták. Ha azonban helyesírási szempontból fontos volt a nagybetűvel való kezdés (pl. feliratokban), természetesen megtartották a nagy kezdőbetűt.